# 二硫化三碳
二硫化三碳是一种无机化合物，化学式为C3S2。它是一种红色液体，可溶于二硫化碳、苯等非极性溶剂。
它可由锌还原二硫化碳制得：
3CS2 + 4Zn → 4ZnS + C3S2
在真空中加热它分解为二硫化碳和碳。